# Shiwasu no Okina
 (septembre 2013).
Si vous disposez d'ouvrages ou d'articles de référence ou si vous connaissez des sites web de qualité traitant du thème abordé ici, merci de compléter l'article en donnant les références utiles à sa vérifiabilité et en les liant à la section « Notes et références ».
Shiwasu no Okina (littéralement : Le vieil homme de décembre) est le pseudonyme utilisé par un mangaka hentai.

## Œuvres
- Get or Die
- Love December Girl
- ENN
- Daijoubu
- Seisou Tsuidansha
- Shiwasu no Okina[1]
- Shining Musume 1
- Shining Musume 2
- Shining Musume 3
- Shining Musume 4
- Shining Musume 5
- Shining Musume 6
- Shining Musume 7
- Triple H
- Nosewasure[2]
- Pisu Hame[3]